# Genişkənd
Genişkənd è un comune dell'Azerbaigian situato nel distretto di Saatlı. 